# Pierre Renet
Pierre-Alexandre Renet, conegut també com a Pierre Renet   (Cherbourg, 2 d'octubre de 1984) o, familiarment, Pela, és un pilot de motocròs francès, Campió del Món en categoria MX3 el 2009 amb Suzuki.
La temporada següent al seu títol mundial, 2010, passà a competir en enduro amb KTM. És en aquesta disciplina on consolidà la seva carrera, tot guanyant el primer dels seus quatre Campionats de França en categoria E2 aquell mateix any i, ja amb Husaberg, el Campionat del Món i el Trofeu als ISDE amb l'equip estatal, dins la mateixa categoria, el 2012. El 2014 revalidà el títol mundial d'enduro E2 amb Husqvarna.
A 1 de gener de 2015

## Palmarès al Campionat del Món de motocròs
| Any  | Motocicleta | MX3 | MX1 | MX2 |
| ---- | ----------- | --- | --- | --- |
| 2005 | Yamaha      | -   | -   | 23è |
| 2006 | Honda       | -   | -   | 19è |
| 2007 | Honda       | 30è | 17è | -   |
| 2008 | Suzuki      | -   | 25è | -   |
| 2009 | Suzuki      | 1r  | -   | -   |